# Jonathan Winters
Jonathan Harshman Winters III (11. listopadu 1925, Dayton – 11. dubna 2013, Montecito) byl americký komik, herec, průkopník stand-up comedy.
Byl hvězdou americké televize 50.-60. let 20. století. Hrál i ve filmu, například It’s a Mad Mad Mad Mad World (1963) či The Loved One (1965). V 80. letech se objevil v sitcomu Mork and Mindy, kde se setkal s Robinem Williamsem, který Winterse označoval za svého největšího učitele, a v americké verzi kresleného seriálu Šmoulové, kde namluvil postavu Taťky Šmouly. V závěru života namluvil tuto postavu i ve dvou filmech, Šmoulové (2011) a Šmoulové 2 (2013). Druhý snímek byl jeho poslední prací. Trpěl maniodepresivní psychózou, což jako jedna z prvních celebrit veřejně přiznal a často na tuto skutečnost odkazoval i ve svých skečích.